# Жюлія Дюкурно
Жюлія Дюкурно́ (фр. Julia Ducournau; нар. 18 листопада 1983, Париж, Франція) — французька кінорежисерка та сценаристка. Лауреатка та номінантка численних міжнародних та національних фестивальних та професійних кінонагород, зокрема «Золотої пальмової гілки» Каннського кінофестивалю за створення боді-горору «Титан» .

## Біографія
2011 року закінчила сценарне відділення вищої державної кіношколи Франції La Fémis. Її дебютна короткометражна робота «Джуніор» з Геренс Марильє в головній ролі принесла Дюкурно приз «Мала золота рейка» (фр. Petit Rail d'Or) за найкращий короткометражний фільм на 64-му Каннському МКФ.
Повнометражний режисерський дебют Дюкурно — горор «Сире» — був представлений на Міжнародному тижні критики в рамках 69-го Каннського кінофестивалю 2016 року і завоював почесну Приз ФІПРЕССІ, а також низку інших кінонагород на престижних кінофорумах.
У 2021 році другий повнометражний фільм Дюкурно «Титан» купила компанія Neon. За «Титан» Дюкурно отримала головний приз «Золоту пальмову гілку» на Каннському кінофестивалі 2021 року, де відбулася його світова прем'єра. Нагороду випадково вручив Дюкурно на початку церемонії нагородження голова журі Спайк Лі, хоча вона мала стати фінальною нагородою вечора.
У 2025 році в основній конкурсній програмі Каннського кінофестивалю відбулась прем'єра третього фільму Дюкурно «Альфа», сприйнятого критиками різко поляризовано.

## Фільмографія
| Рік  |     | Назва (укр.)               | Назва (ориг.)          | Режисерка | Сценаристка |
| ---- | --- | -------------------------- | ---------------------- | --------- | ----------- |
| 2011 | к/м | Джуніор                    | Junior                 | Так       | Так         |
| 2012 | т/ф | Їстівно                    | Mange                  | Так       | Так         |
| 2015 | ф   | Ні на небесах, ні на землі | Ni le ciel ni la terre | Ні        | Так         |
| 2016 | ф   | Сире                       | Grave                  | Так       | Так         |
| 2016 | ф   | Порахуй свої рани          | Compte tes blessures   | Ні        | Так         |
| 2021 | т/с | Дім з прислугою            | Servant                | 2 епізоди | Ні          |
| 2021 | ф   | Титан                      | Titane                 | Так       | Так         |
| 2024 | т/с | Новий образ                | The New Look           | 2 епізоди | Ні          |
| 2025 | ф   | Альфа                      | Alpha                  | Так       | Так         |

## Визнання
| Рік                                              | Категорія                                                                   | Фільм   | Результат |
| ------------------------------------------------ | --------------------------------------------------------------------------- | ------- | --------- |
| Каннський міжнародний кінофестиваль              |                                                                             |         |           |
| 2011                                             | Мала золота рейка за найкращий короткометражний фільм                       | Джуніор | Перемога  |
| 2011                                             | Приз Discovery                                                              | Джуніор | Номінація |
| 2016                                             | Приз Тижня критиків                                                         | Сире    | Номінація |
| 2016                                             | Золота камера за найкращий дебютний фільм                                   | Сире    | Номінація |
| 2016                                             | Приз ФІПРЕССІ (Тиждень критиків)                                            | Сире    | Перемога  |
| 2016                                             | Queer Palm                                                                  | Сире    | Номінація |
| Кінофестиваль «Остін Фантастик Фест»             |                                                                             |         |           |
| 2016                                             | Найкращий режисер                                                           | Сире    | Перемога  |
| 2016                                             | Приз глядачів                                                               | Сире    | Номінація |
| Гентський міжнародний кінофестиваль              |                                                                             |         |           |
| 2016                                             | Нагорода Explore Zone Trail                                                 | Сире    | Перемога  |
| Лондонський кінофестиваль                        |                                                                             |         |           |
| 2016                                             | Сазерленд Трофі за найкращий перший фільм                                   | Сире    | Перемога  |
| Кінофестиваль «Monster Fest»                     |                                                                             |         |           |
| 2016                                             | Премія Золотий монстр за найкращий художній фільм                           | Сире    | Перемога  |
| Каталонський міжнародний кінофестиваль в Сіджасі |                                                                             |         |           |
| 2016                                             | Приз за найкраще режисерське одкровення                                     | Сире    | Перемога  |
| 2016                                             | Приз журі за найкращий художній повнометражний фільм                        | Сире    | Перемога  |
| 2016                                             | Приз Срібло Мельєса за найкращий художній повнометражний європейський фільм | Сире    | Перемога  |
| Міжнародний кінофестиваль у Торонто              |                                                                             |         |           |
| 2016                                             | Премія «Вибір глядачів»                                                     | Сире    | Номінація |
| Асоціація кінокритиків Чикаго                    |                                                                             |         |           |
| 2017                                             | Найкращий багатонадійний режисер                                            | Сире    | Номінація |
| Міжнародна онлайн-кінопремія                     |                                                                             |         |           |
| 2017                                             | Найкращий фільм не-англійською мовою (Франція)                              | Сире    | Перемога  |
| 2017                                             | Найкращий режисер                                                           | Сире    | Номінація |
| Міжнародний кінофестиваль в Палм-Спрінгс         |                                                                             |         |           |
| 2017                                             | Нагорода Directors to Watch                                                 | Сире    | Перемога  |
| Премія кінокритиків Сіетла                       |                                                                             |         |           |
| 2017                                             | Найкращий фільм іноземною мовою                                             | Сире    | Перемога  |
| Приз Луї Деллюка                                 |                                                                             |         |           |
| 2017                                             | Найкращий дебютний фільм                                                    | Сире    | Перемога  |
| Премія «Магрітт»                                 |                                                                             |         |           |
| 2018                                             | Найкращий фільм спільного виробництва                                       | Сире    | Перемога  |
| Премія «Люм'єр»                                  |                                                                             |         |           |
| 2018                                             | Найкращий дебютний фільм                                                    | Сире    | Номінація |
| Премія «Сезар»                                   |                                                                             |         |           |
| 2018                                             | Найкращий дебютний фільм                                                    | Сире    | Номінація |
| 2018                                             | Найкраща режисерська робота                                                 | Сире    | Номінація |
| 2018                                             | Найкращий сценарій                                                          | Сире    | Номінація |